# Believer - Kunsten at Sælge en Drøm
|  | Denne artikel er oprettet af botten Steenthbot ud fra en ekstern database. Den kan derfor have sproglige fejl eller mangler. Denne skabelon kan fjernes efter kontrol af indholdet. |

Believer - Kunsten at Sælge en Drøm er en dansk dokumentarfilm fra 2021 instrueret af Anders Gustafsson.

## Handling
For første gang vises network marketing industrien indefra. En branche, der bliver kritiseret for at være et skjult pyramidespil, hvor størstedelen ingenting tjener. Mere end 70.000 danskere er involveret i network marketing, men ingen er større end “Aloe vera kongen” Kim Madsen fra Frederikshavn, der er en af verdens bedste og Diamond Manager i Forever Living Products. Dokumentaren viser, hvordan Kim rekrutterer forhandlere til sit netværk, holder motiverende taler og modtager millionchecks. Den går tæt på Kims hårde opvækst, hans fejlslagne virksomheder, økonomiske kaos og turbulent liv, og han konfronteres med de fordomme og realiteter, der er en del af hans højtelskede arbejde.

## Medvirkende
- Kim Madsen